# Cordia micronesica
Cordia micronesica är en strävbladig växtart som beskrevs av Kanehira och Hatusima. Cordia micronesica ingår i släktet Cordia, och familjen strävbladiga växter. Inga underarter finns listade i Catalogue of Life.